# Brachystelma tuberosum
Brachystelma tuberosum är en oleanderväxtart som först beskrevs av Meerb., och fick sitt nu gällande namn av Robert Brown och John Sims. Brachystelma tuberosum ingår i släktet Brachystelma och familjen oleanderväxter. Inga underarter finns listade i Catalogue of Life.